# Биг Бен
Биг Бен (на английски: Big Ben, Clock Tower, Palace of Westminster, St. Stephen's Tower, Elizabeth's Tower) е часовниковата кула-камбанария на Уестминстърския дворец в Лондон.
Отначало е неофициалното наименование на голямата камбана в камбанария. Впоследствие постепенно започва да се използва също за часовника и кулата. По времето на кралица Виктория кулата е била наричана Кулата на Св. Стефан.
Голямата камбана тежи 13,76 тона, висока е 2,29 м, а диаметърът ѝ в долната част е 2,74 м. Биг Бен е най-голямата камбана в часовников механизъм. В Лондон по-голяма от нея е само камбаната на църквата Св. Павел, която тежи 17 тона.
Часовниковата кула е построена през 1858 година, а часовниковият механизъм е пуснат в ход на 7 септември 1859 година. Кулата е висока 96 м (с пилона). Часовникът се намира на 55 м над земята. При диаметър на циферблата 7 м и дължина на стрелките 2,74 и 4,3 м, той дълго време е смятан за най-големия в света. В основата на всеки от 4-те циферблата има надпис на латински Domine salvam fac Reginam nostram Victoriam Primam, който ще рече „Боже, пази нашата кралица Виктория I!“.
Мелодията, излъчвана от камбаните на кулата на всеки кръгъл час, е озвучавала началото на предаванията на Радио Лондон (Би Би Си) за чужбина в течение на повече от 8 десетилетия, вкл. на български език от 1940 до края на 2005 г.
Днес Биг Бен е сред най-известните символи на Лондон, Англия, Обединеното кралство; често е използван в реклами, туристически брошури, във филми и други.
През 2012 г. кулата официално е преименувана на Кулата Елизабет (Elizabeth Tower). Решението е взето, за да ознаменува 60-годишния (диамантен) юбилей на управлението на кралица Елизабет II.
От 2017 г. до средата на 2022 г. кулата е в глобална реконструкция.